# Sebastian Friedrich Zobel

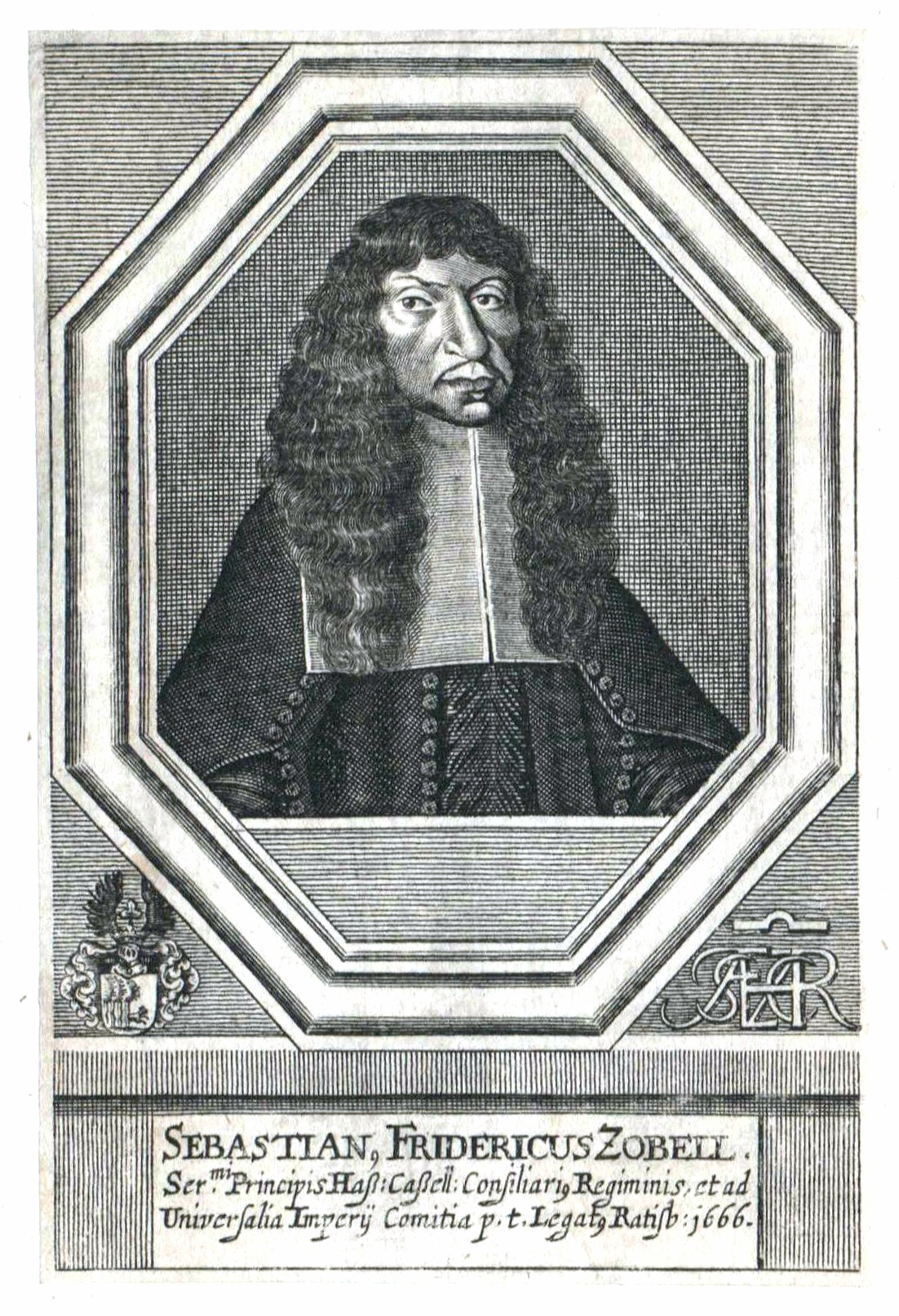
Sebastian Friedrich Zobel

Sebastian Friedrich Zobel (auch Zobell; * 11. Oktober 1617 in Kassel; † 12. Januar 1671 in Regensburg) war ein deutscher Jurist, Staatsbeamter und Komitialgesandter.

## Herkunft
Sebastian Friedrich Zobels Vater Johann Zobel (* 1576/78 in Bremen; † 20. Januar 1631 ebenda) war Berater und Gesandter und ab 1608 tätig als Geheimer Rat des Landgrafen Moritz von Hessen-Kassel. 1625 wurde er Ratsherr und noch im gleichen Jahr Bürgermeister in Bremen. Bereits der Großvater, der Kaufmann Heinrich Zobel (* vor 1558 in Bremen; † um 1615), war ab 1583 Ratsherr und dann ab 1597 Bürgermeister in Bremen gewesen. Zobels Mutter Juliane geb. Heugel war eine Tochter des landgräflichen Kammerrats und Kammermeisters Johann Heugel in Kassel, der Ende 1600 Oberamtmann der Niedergrafschaft Katzenelnbogen auf der Burg Rheinfels wurde. Ihr Großvater war der Kasseler Komponist und Hofkapellmeister Johann Heugel. Ihre Schwester Agnes war Ehefrau des hessischen Regierungsrats Johann Siegfried Clotz, Sohn des hessen-kasselschen Kanzlers Siegfried Clotz. Eine weitere Schwester, Sabina Heugel (* 1581), war ab 1602 mit dem Rittmeister und Herrn auf Grebenau, Christian Hund, ältestem Sohn des hessen-kasselschen Kanzlers Heinrich Hund, verheiratet. Dieser gehörte der Bastardlinie der Hund zu Gudensberg an. Sebastian Friedrich Zobels Schwester Maria heiratete den Kasseler Bürgermeister und hessischen Vizekanzler Heinrich von Haxthausen.

## Leben
Sebastian Friedrich Zobel verbrachte die ersten Jahre seiner Kindheit in Kassel, ab 1625 in Bremen, wo sein Vater erst zum Ratsherrn und dann zum Bürgermeister gewählt worden war, und schließlich von 1628 bis zum Tode seines Vaters im Januar 1631 in Paris, wo der Vater als Diplomat in dänischen Dienst tätig war. Nach Beendigung seiner Schulzeit bis 1628 in Bremen studierte er 1635 in Marburg und 1641 an der Universität Straßburg. (Straßburg) Rechtswissenschaften und an der Hohen Schule in Kassel.
Nach dem Studium trat er in den Dienst der Landgrafenwitwe Amalie Elisabeth von Hessen-Kassel, die von 1637 bis 1650 als Regentin für ihren noch unmündigen Sohn Wilhelm VI. amtierte. Als Legationssekretär nahm er ab 1645 an den Verhandlungen zum Westfälischen Frieden in Münster und Osnabrück teil und war dann, im Range eines Legationsrats, für ein Jahr als Gesandter in Paris tätig, wo er unter anderem versuchte, ausstehende französische Subsidienzahlungen einzutreiben. Diese waren 1635 und 1639/40 vereinbart worden und standen Hessen-Kassel wegen der Ausleihe sogenannter Subsidienregimenter zu.
In weiteren diplomatischen Missionen reiste er 1649 nach Münster und 1651 nach Frankfurt und nach Wien. Dort vertrat er 1653 Hessen-Kassel als Gesandter bei den Verhandlungen über die Türkenhilfe und über strittige hessische Erbrechtsfragen. Danach begannen in Regensburg die langwierigen Verhandlungen am Reichstag  wo die beim Westfälischen Frieden offen gebliebenen Fragen geklärt werden sollten. Weil der Westfälische Friede besonders von den rheinländischen Reichsfürsten als sehr unsicher eingeschätzt wurde, kam es auf Initiative dieser Reichsfürsten als zusätzliche Absicherung zur Bildung des Rheinischen Bundes. Auch Zobel, seit 1652 Regierungsrat und ab 1659 Geheimrat, war im Auftrag des Landgrafen Wilhelm VI. an den Verhandlungen zur Bildung des Rheinischen Bundes beteiligt, die im August 1658 erfolgreich abgeschlossen wurden. Zobel und Regner Badenhausen, die beiden Kasseler Unterhändler, bestätigten den Bundesvertrag und den französischen Beitrittsvertrag jedoch erst in der vierten Augustwoche, nachdem sie von den französischen Vertretern eine Zahlungsverpflichtung über 1.169.434 Livres (ca. 400.000 Reichstaler) an noch immer ausstehenden Subsidienzahlungen (nebst Zinsen) aus früheren Bündnissen erhalten hatten.
1659 wurde Zobel zum Geheimen Rat ernannt, und nach weiteren diplomatischen Missionen wurde er 1662 als Komitialgesandter für Hessen-Kassel zum Immerwährenden Reichstag nach Regensburg entsandt. Dort amtierte er, bis er am 12. Januar 1671 während einer Dienstreise in Kassel verstarb, sieben Jahre nach seiner Ehefrau Sabine geb. Antrecht., die im Alter von 31 Jahren in Regensburg verstorbenen war. 

## Ehe und Nachkommen
Zobel heiratete am 1. Mai 1653 Sabine Christina Antrecht (* 27. Dezember 1632 in Kassel; † 23. Mai 1664 in Regensburg), Tochter des Hessen-Kasseler Regierungsrats Johann Antrecht d. J. und der Anna Catharina Hund. Mit ihr hatte er fünf Söhne und eine Tochter. Laut Inschrift auf ihrer Grabplatte, die heute nicht mehr am ursprünglichen Ort liegt, verstarb Sabina Zobel nur wenige Stunden nach der Geburt ihres sechsten Kindes. Sie wurde in Regensburg auf dem Gesandtenfriedhof südlich hinter der Dreieinigkeitskirche begraben. 
Der Sohn Nikolaus Friedrich Zobel war Generalmajor in den Niederlanden und Kommandant von Maastricht. Am 23. Oktober 1691 erhob ihn der Kaiser in den Reichsfreiherrenstand. Die Tochter Anna Christine Zobel (1661–1727) heiratete Peter d’Aubigny und wurde Mutter des späteren Kasseler Bürgermeisters Wilhelm d’Aubigny.